# Conus proteus
Conus proteus é uma espécie de gastrópode do gênero Conus, pertencente a família Conidae.